# Eugenia brevistyla
Eugenia brevistyla är en myrtenväxtart som beskrevs av Carlos Maria Diego Enrique Legrand. Eugenia brevistyla ingår i släktet Eugenia och familjen myrtenväxter. IUCN kategoriserar arten globalt som starkt hotad. Inga underarter finns listade i Catalogue of Life.